# American Slang
America Slang è il terzo album di studio del gruppo punk revival statunitense The Gaslight Anthem, pubblicato il 15 giugno 2010 dalla SideOneDummy Records.

## Tracce
1. American Slang – 3:45
2. Stay Lucky – 3:09
3. Bring It On – 3:27
4. The Diamond Church Street Choir – 3:12
5. The Queen of Lower Chelsea – 3:39
6. Orphans – 3:23
7. Boxer – 2:47
8. Old Haunts – 3:30
9. The Spirit of Jazz – 3:13
10. We Did It When We Were Young – 4:16

### Tracce bonus
1. She Loves You (traccia bonus per iTunes) - 3:45
2. American Slang (Acoustic) (per le pre-ordinazioni su iTunes) - 3:46

## Formazione
- Brian Fallon - voce, chitarra
- Alex Rosamilia - chitarra, voce secondaria
- Alex Levine - basso, voce secondaria
- Benny Horowitz - batteria

### Crediti[1]
- Tom Baker - masterizzazione
- Johnny Bouchard - produzione
- Tom Duhamel - voce di sottofondo
- Jeffrey Everett - design
- Hollie Fallon - voce di sottofondo
- Dave Franklin - voce di sottofondo
- Ted Hutt - voce di sottofondo, produzione, missaggio
- Bryan Kienlen - voce di sottofondo
- Jesse Malin - voce di sottofondo
- Ryan Mall - ingegneria del suono, missaggio
- Pete Steinkopf - voce di sottofondo
- Ted Young - assistente